# Raffaella Lebboroni
 Raffaella Lebboroni, née le 10 juin 1961 à Bologne, est une actrice italienne.

## Biographie
Raffaella Lebboroni est née à Bologne, ville où elle a fréquenté l'Accademia dell'Antoniano, obtenant son diplôme en 1988. 
En 1992, elle épouse le scénariste et réalisateur Francesco Bruni. 
Actrice polyvalente et charismatique même dans les seconds rôles, on se souvient d'elle dans Il muro di gomma de Marco Risi, sorti en 1991 et La vie est belle (La vita è bella) de Roberto Benigni, sorti en 1997. Elle a également joué dans Ferie d'agosto de Paolo Virzì (1995) et dans L'estate del mio primo bacio (it) de Carlo Virzì (2006).
Parmi ses autres films, on peut citer Il mattino ha l'oro in bocca (it) (2008) de Francesco Patierno, avec Elio Germano et Laura Chiatti, et Scialla! (Stai sereno) (2011), une comédie réalisée par son mari Francesco Bruni, qui l'a également faite jouer dans Noi 4 (2014) et Tutto quello che vuoi (2017).
En 2019, elle fait partie de la distribution du film de Marco Bellocchio Le Traître (Il traditore) et en 2020, elle interprète le rôle d'une doctoresse dans le film de son mari Cosa sarà.

## Filmographie partielle

### Cinéma
- 1989 : Musica per vecchi animali (it) de Stefano Benni et Umberto Angelucci (de)
- 1991 : Il muro di gomma de Marco Risi
- 1994 : Perdiamoci di vista de Carlo Verdone
- 1994 : La vera vita di Antonio H. (it) d'Enzo Monteleone
- 1994 : La bella vitade Paolo Virzì
- 1996 : Ferie d'agosto de Paolo Virzì
- 1997 : Un paradiso di bugie (it) de Stefania Casini
- 1997 : La vie est belle (La vita è bella) de Roberto Benigni
- 2008 : Il mattino ha l'oro in bocca (it) de Francesco Patierno
- 2011 : Scialla! (Stai sereno) de Francesco Bruni
- 2014 : Noi 4 de Francesco Bruni
- 2015 : Mia madre de Nanni Moretti
- 2017 : Tutto quello che vuoi de Francesco Bruni
- 2019 : Le Traître (Il traditore) de Marco Bellocchio
- 2020 : Cosa sarà de Francesco Bruni

### Télévision
- 2015 : 1992 (série télévisée) de Giuseppe Gagliardi (it)
- 2018 : La linea verticale (it) (série télévisée) de Mattia Torre